# Königlicher Marien-Louisen-Orden
Der spanische Königliche Orden Adeliger Damen der Königin Maria Luisa (spanisch Real Orden de las Damas Nobles de la Reina María Luisa, kurz Maria-Louisen-Orden oder Maria-Luisa-Orden) wurde am 21. April 1792 von Karl IV. von Spanien gestiftet. Benannt ist der Orden nach dessen Ehefrau Königin Maria Louise.
1808 hob König Joseph Bonaparte den Orden auf. Am 24. November 1816 wurde er von Maria Isabella von Portugal, der Gemahlin König Ferdinands VII. neu gestiftet.
Gedacht war der Orden zur Auszeichnung von adligen Damen für treue Dienste. Die Damen verpflichteten sich zum monatlichen Besuch einer öffentlichen Einrichtungen wie Hospitäler und einer jährlichen Totenmesse für verstorbene Ordensdamen abhalten.
Der einklassige Orden ist auf 30 Mitglieder (Ordensdamen) beschränkt. Aktuelle Ordensdamen sind Margarita de Borbón und Sophia von Griechenland sowie de facto Letizia von Spanien. Seit 1962 wurden keine neuen Damen mehr aufgenommen. Da seit den 1980er Jahren die Orden vom Goldenen Vlies, Karls III. und Isabellas der Katholischen an alle Frauen verliehen werden, ist die Notwendigkeit eines Damenordens in Spanien entfallen.

## Ordensdekoration
Die Ordensdekoration besteht aus einem an einem goldenen Lorbeerkranz hängenden Goldkreuz mit an den Spitzen gesteckten kleinen goldenen Kugel. In zwei Kreuzwinkeln sind je ein springender Löwe und in den anderen zwei Winkeln ein goldener Mauerturm angebracht. Alle vier Winkelelemente sind durch ein Goldkettchen miteinander verbunden. Die Kreuzarme sind violett emailliert und von einem breiten weißen Rand mit dünnen Goldlinien eingefasst. Das emaillierte Mittelschild zeigt auf der Vorderseite den Heiligen Ferdinand, den Ordensschutzpatron. Ein violetter gold berandeter Reif umgibt alles. Die Rückseite des Medaillon hat die Initialen der Stifterin in der Mitte und im Reif die Umschrift RL. ORDEN DLA REINA MARIA LOUISA (Königlicher Orden der Königin Maria Louisa) als Umschrift.

Bandschnalle des Orden

Das Ordensband ist weiß mit breiten violetten Streifen an beiden Bandseiten. Die Dekoration wird am Schulterband über die rechte Schulter zur linken Hüfte getragen.